# Carlos Hernández Lázaro
Carlos Hernández Lázaro (Carcagente, 1879-Valencia, 1936) fue un abogado, empresario y político español, diputado y senador en las Cortes de la Restauración y director general de Prisiones.
En el sector privado, fue miembro del Consejo de Administración del Banco de Valencia, presidente de la Unión Nacional de Exportadores de Agrios y fundó la primera empresa para industrializar el zumo de naranja. En el terreno político, militó en el Partido Conservador, del que fue líder en Valencia desde 1915 y con el que fue elegido diputado provincial en 1907 por Chelva-Villar, y por el distrito electoral de Chiva en las elecciones de 1914, por el de Sagunto en las de 1919, y por el de Enguera en las de 1920 y 1923. En 1921 fue nombrado director general de Prisiones y fue senador por Valencia entre 1918 y 1919.